# Pooler
Pooler – miasto w Stanach Zjednoczonych, w stanie Georgia, w hrabstwie Chatham. W latach 2010–2019 populacja miasta wzrosła o 39% do 25,7 tys. mieszkańców, co czyni Pooler najszybciej rozwijającym się miastem w stanie.